# Ogonopiórowate
Ogonopiórowate (Ptilocercidae) – monotypowa rodzina ssaków łożyskowych z rzędu wiewióreczników (Scandentia), czasem traktowana jako podrodzina tupajowatych.

## Zasięg występowania
Rodzina obejmuje jeden żyjący współcześnie gatunek występujący w południowo-wschodniej Azji.

## Morfologia
Długość ciała (bez ogona) 130–150 mm, długość ogona 160–200 mm, długość ucha około 17 mm, długość tylnej stopy około 26 mm; masa ciała 50–60 g.

## Systematyka

### Etymologia
Ptilocercus (Ptilocerus): gr. πτιλον ptilon „pióro”; κερκος kerkos „ogon”.

### Podział systematyczny
Rodzaj Ptilocercus został wyodrębniony z tupajowatych ze względu na kilka odróżniających go cech, m.in. obecność wibrysów, których tupajowate nie mają, brak owłosienia na ogonie oraz całkowicie nocnego trybu życia. Pozostałe wiewióreczniki są aktywne w ciągu dnia. Do rodziny należy jeden rodzaj ogonopiór (Ptilocercus) z jednym występującym współcześnie gatunkiem:
- Ptilocercus lowii J.E. Gray, 1848 – ogonopiór uszaty

oraz gatunek wymarły w oligocenie gatunek:
- Ptilocercus kylin Li Qiang & Ni Xijun, 2016